# Nabiha
Nabiha Bensouda (Copenaghen, 1º settembre 1980) è una cantante danese.

## Biografia
Nata e cresciuta nel quartiere di Vesterbro nella capitale danese, Nabiha ha origini gambiane, maliane e marocchine. Negli anni 2000 ha iniziato a pubblicare musica sotto lo pseudonimo di Tiger Lily, solitamente fungendo da vocalista per canzoni di DJ.
Nel 2009 ha firmato un contratto discografico con la Warner Music Denmark, sotto cui ha pubblicato il suo singolo di debutto Deep Sleep. Il brano si è rivelato un successo, raggiungendo la 4ª posizione della classifica danese Track Top-40 e ottenendo un disco d'oro per le 15 000 copie vendute. È stato seguito dall'album di debutto della cantante, Cracks, che ha prodotto un secondo singolo, The Enemy, e ha raggiunto il 17º posto della classifica danese. Per promuovere il disco la cantante ha aperto le date del tour di Rasmus Seebach. L'album è stato ristampato l'anno successivo con il titolo di More Cracks e l'aggiunta di nuove tracce, fra cui il singolo Never Played the Bass, arrivato 4º in classifica e certificato disco d'oro. Con More Cracks Nabiha ha raggiunto la 13ª posizione della classifica degli album. Il successo del disco le ha fruttato una candidatura ai Danish Music Awards come Artista esordiente dell'anno e due ai P3 Gold Awards come Nuovo talento dell'anno e per la Canzone dell'anno.
Nel 2012 Nabiha ha iniziato a lavorare al suo secondo album, preceduto dal singolo Mind the Gap, che si è rivelato un altro successo per la cantante venendo certificato disco d'oro e raggiungendo la top 50 della classifica belga Ultratop. L'album omonimo, uscito nella primavera del 2013, è arrivato al 10º posto in classifica e ha prodotto un secondo singolo di successo, Ask Yourself. Nel 2014, in seguito al successo del nuovo singolo Bang That Drum, che si è piazzato al 4º posto in classifica, la Sony Music ha ristampato Mind the Gap sotto forma di EP includendo nuove canzoni.

## Discografia

### Album
- 2010 - Cracks (ristampato nel 2011 come More Cracks)
- 2013 - Mind the Gap

### EP
- 2017 - I O U

### Singoli
- 2009 - Deep Sleep
- 2010 - The Enemy
- 2011 - Trouble
- 2011 - Never Played the Bass
- 2012 - Mind the Gap
- 2013 - Ask Yourself
- 2013 - Kill It with Love
- 2014 - Bang That Drum
- 2014 - Animals
- 2016 - Weapon
- 2017 - Young
- 2018 - Make It Beautiful
- 2018 - Holiday Feels
- 2019 - Not Coming Up for Air
- 2019 - Zen
- 2019 - Just Want You
- 2019 - New Years Eve